# Toshio Masuda (compositor)
Toshiro Masuda (増田 俊郎 Masuda Toshiro?) nacido el 29 de octubre de 1959, es un compositor japonés. Es autor de temas musicales en muchos programas, series y películas animadas en la televisión japonesa, entre las cuales la más destacada es la banda sonora de Naruto.

## Discografía

### Bandas Sonoras de Anime
| Título del Anime                          | Año de Salida |
| ----------------------------------------- | ------------- |
| Gaki Deka                                 | 1989          |
| Fatal Fury: Legend of the Hungry Wolf     | 1992          |
| Hare Tokidoki Buta                        | 1997          |
| Flint, The Time Detective                 | 1998          |
| Excel Saga                                | 1999          |
| Jubei-chan                                | 1999          |
| Now and Then, Here and There              | 1999          |
| Hand Maid May                             | 2000          |
| UFO Baby                                  | 2000          |
| Di Gi Charat Summer Special               | 2000          |
| Di Gi Charat Christmas Special            | 2000          |
| Koni-chan                                 | 2000          |
| Mahoromatic                               | 2001          |
| Animation Runner Kuromi (OVA)             | 2001          |
| Naruto                                    | 2001          |
| Puni Puni Poemi (OVA)                     | 2001          |
| Di Gi Charat Hoshi no Tabi (Película)     | 2001          |
| Di Gi Charat Spring Special               | 2001          |
| Ai Yori Aoshi                             | 2002          |
| Animation Runner Kuromi 2 (OVA)           | 2002          |
| Mahoromatic: Motto Utsukushii Mono        | 2002          |
| Ai Yori Aoshi: enishi                     | 2003          |
| Di Gi Charat: nyo                         | 2003          |
| Piyoko ni Omakase Pyo!                    | 2003          |
| Mahoromatic: Summer Special               | 2003          |
| Nanaka 6/17                               | 2003          |
| Jubei-chan 2                              | 2004          |
| Naruto: Strong and Strike                 | 2004          |
| Naruto: Konoha mondaquera sport (OVA)     | 2004          |
| Naruto (2ª Película)                      | 2005          |
| Mushishi                                  | 2005          |
| Otogi-Jushi Akazukin                      | 2005          |
| Otogi-Jushi Akazukin (OVA)                | 2005          |
| Ghost Hunt                                | 2006          |
| Otogi-Jūshi Akazukin                      | 2006          |
| Higepiyo                                  | 2009          |
| Kamisama Kiss                             | 2013          |
| Mushishi -Next Passage-                   | 2014          |
| Kamisama Kiss◎                            | 2015          |
| Nobunaga no Shinobi                       | 2016          |
| Nobunaga no Shinobi: Anegawa Ishiyama-hen | 2018          |
| Jijō wo Shiranai Tenkōsei ga Guigui Kuru. | 2023          |